# 第8艦隊 (日本海軍)
第8艦隊為昭和17年（1942年）7月14日日本海軍編制成軍之艦隊。稱呼為「外南洋部隊」。

## 概要
日本軍在新幾內亞・索羅門群島方面（外南洋）担當任務的艦隊是由水上部隊以及陸上部隊所編成。美軍對索羅門群島侵攻之際日本第8艦隊作為最前線部隊奮戰不已。之後新幾內亞方面的任務由第9艦隊担當，且主要集中在索羅門群島方面的作戰任務。水上部隊撤離後，布干維爾島(Bougainville Island)布印司令部開始指揮著索羅門群島各個散開基地點間的輸送運補，以及陸戰隊之作戰任務。

## 歷代司令長官
1. 三川軍一中將　昭和17年7月14日～
2. 鮫島具重中將　昭和18年4月1日～終戰

## 歷代參謀長
1. 大西新藏少將　昭和17年7月14日
2. 山澄貞次郎少將　昭和18年3月29日～終戰

## 上級部隊
- 南東方面艦隊　昭和17年12月20日～終戰

## 關連項目
- 薩沃島海戰
- 瓜達爾卡納爾海戰
- 雪風(僅僅在3天之間，第8艦隊旗艦就出動戰鬥勤務。而由驅逐艦擔任艦隊旗艦勤務是極端異常的特例)
- 布干維爾島戰役

- 艦隊
- 軍事單位
- 海軍航空部隊
- 大日本帝國海軍航空隊列表
- 第9艦隊

## 外部連結
- Nishida, Hiroshi. . (第8艦隊 (日本海軍)).   [2008-04-21]. （原始内容存档于2013-01-30）.
- Wendel, Marcus. . Imperial Japanese Navy 8th Fleet(第8艦隊 (日本海軍)).   [2008-04-21]. （原始内容存档于2006-10-29）.
- 日本陸海軍事典